# マルティン・テオドール・ハウツマ

マルティン・テオドール・ハウツマの肖像写真

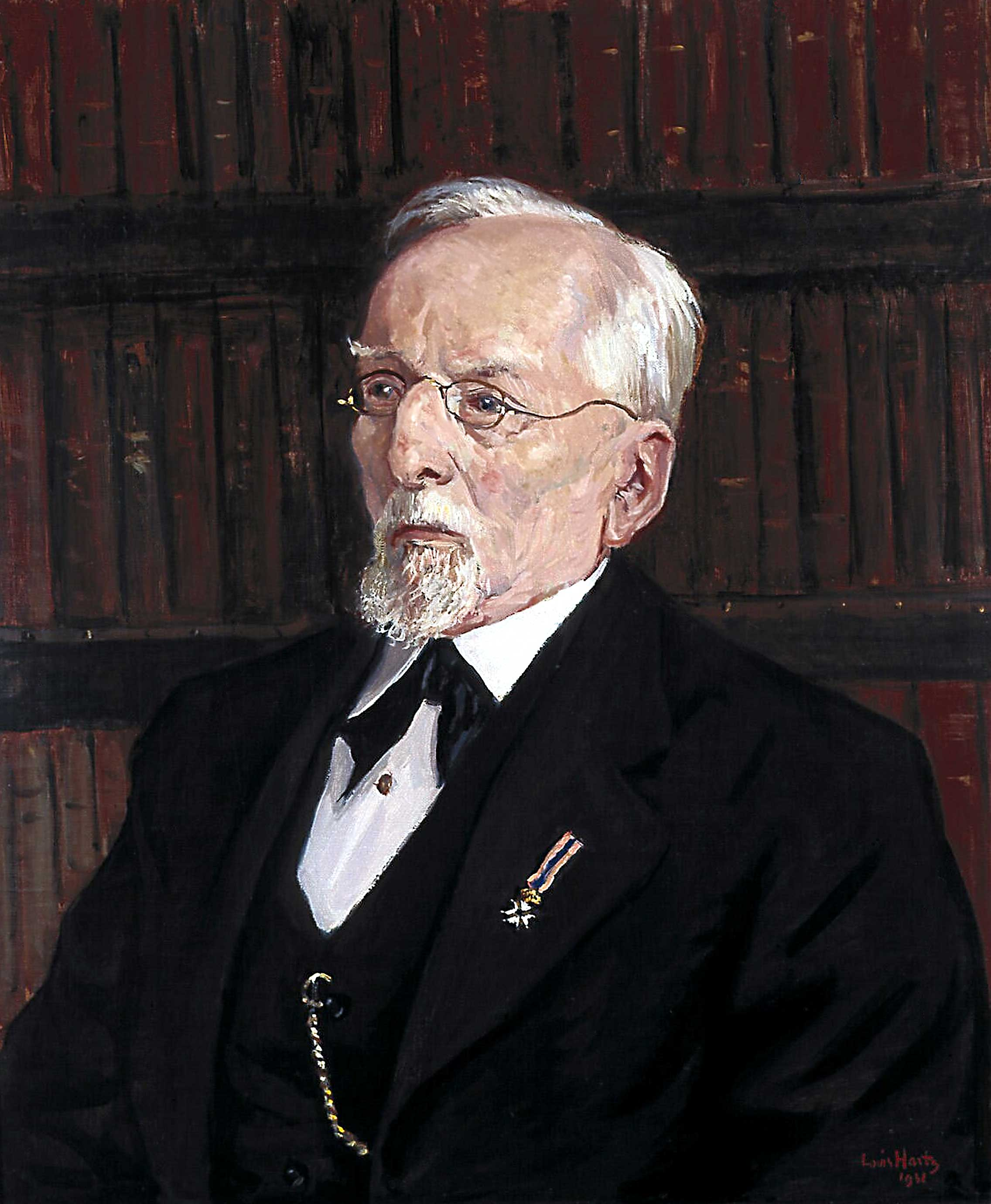
マルティン・テオドール・ハウツマの肖像画

マルティン・テオドール・ハウツマ（Martijn Theodoor Houtsma; フリースラント州イルンスム, 1851年1月15日 – ユトレヒト, 1943年2月9日）はオランダの東洋学者（以下では、Orientalist の訳語として「東洋学者」を採用する）。ユトレヒト大学教授。オランダ王立芸術科学アカデミーのフェローを務めた。セルジューク部族/セルジューク朝の歴史の専門家であり、業績としては『イスラーム百科事典』の初版（EI1）の編集で名高い。

## 生涯と業績
ハウツマの父 Otto Evertz Houtsma は木材工場の経営者で、のちに地元の自治体（Rauwerderhem in Irnsum）の首長になった。母は Feikje Maria Petronella Horreüs Laurman という。ハウツマはドッキュムにあるラテン語学校に通い、1868年にライデン大学に進学した。大学では神学を学ぶために入学したが、東洋の諸言語の勉強に没頭した。ライデン大学でハウツマを指導した教員としては、アントニー・ルトガース（Antonie Rutgers）、ラインハルト・ドジー（Reinhart Dozy）、ミハエル・ヤン・デフーイェ（Michael Jan de Goeje）、アブラハム・クーネン（Abraham Kuenen）がいる。ハウツマは1875年に学位請求論文 De strijd over het dogma in den Islam tot op el-Ash'ari （アシュアリー派成立に至るまでのイスラームにおける教義をめぐる論争）をライデン大学に提出し、博士の学位を得た。同論文は、預言者ムハンマドの時代から950年ごろまでのイスラームにおける教義発展を体系的に論じたものである。1874年からハウツマはライデン大学でヘブライ語を教える仕事をはじめ、また、1874年から1890年まで大学図書館のオリエント地域の写本を管理する部門の副部門長も務めた。この期間にハウツマはペルシア語とオスマン・トルコ語を学び、特にセルジューク部族/セルジューク朝の歴史の研究に注力した。ハウツマは一時期、ペルシア語とトルコ語を教えていたこともある。1890年にハウツマはユトレヒト大学でヘブライ語と古代イスラエル民族を研究する教授職に任命され、王立科学アカデミーの会員にも選ばれた。ハウツマは任命されたポストを主にイスラーム研究のための組織づくりに役立てたが、ヘブライ語聖書への興味関心は生涯、保ち続けた。1898年に国際東洋学者会議が、イスラームに関する百科事典刊行を目指すプロジェクトの編集長にハウツマを任命する。このプロジェクトの成果は1913年に『イスラーム百科事典』（Encyclopaedia Islamica）の初版の刊行開始となって表れた。ハウツマは1917年に教授職を引退したが、ユトレヒトに住み続けた。
ハウツマは1875年にライデン大学図書館の東洋文庫（the Oriental Catalogue）の蔵書目録 Catalogus codicum orientalium Bibliothecae Academiae Lugduno-Batavae を出版し、1888年にはそれを大幅に増補した第2版を、先学のデフーイェ（de Goeje）と緊密に連携を取りながら作成して出版した。翻訳書としては、ウマイヤ朝の詩人アフタル・タグリビーの詩集をラテン語翻訳した Akhtal, Encommium Omayadarum (1878) 、イブン・アンバーリーの『アッダードの書』 Kitāb al-Addād of Ibn al-Anbārī (1881) 、ヤアクービーの歴史書 history of al-Ya‘qūbī (1883) がある。セルジューク部族/セルジューク朝の歴史に関しては、全巻刊行までに1886年から1902年までの16年をかけて Recueil de textes relatifs à l'histoire des Seljoucides （セルジューク朝に関する史料集）全4巻（うち、2巻がペルシア語、1巻がアラビア語、1巻がトルコ語）を出版した。ハウツマはまた、『ブリタニカ百科事典』の Seljuks の項も執筆した。1921年には、12世紀のペルシア語詩人ニザーミー・ギャンジャヴィーの Khamsa より抜粋して翻訳した Choix de vers tirés de la Khamsa de Niẓāmī を出版し、E.G.ブラウンの Volume of Oriental studies presented to Edward G. Browne (1922) におけるニザーミーの項も執筆した。とはいえ、もっとも有名なハウツマの業績といえば『イスラーム百科事典』の初版 Encyclopaedia Islamica, 1st edition (1913–38) の筆頭編集者である。

## 主要著作一覧
- De strijd over het dogma in den Islam tot op el-Ashcari. Leiden, (1875)
- Histoire des Seldjoucides de l'Iraq. Leiden, (1889)
- 'Bilder aus einem Persischen Fālbuch'. In: Internationales Archiv für Ethnographie, Vol. III, (1890)
- De Ontwikkelingsgang der hebreeuwsche taalstudie. Utrecht, (1890)
- M. Th. Houtsma  "Some Remarks on the History of the Saljuks", in Acta Orientalia. 3 (1924).
- M. Th. Houtsma et al. (eds.): The Encyclopædia of Islam. A Dictionary of the Geography, Ethnography and Biography of the Muhammadan Peoples. 4 vols. and  Suppl., Leiden: Brill, (1913–38)